# OS X El Capitan
OS X El Capitan (версия 10.11,/ɛl ˌkæpɪˈtɑːn/) — двенадцатый основной выпуск macOS (называвшейся OS X на момент выпуска El Capitan), настольной и серверной операционной системы Apple Inc. для Macintosh. Основное внимание уделяется производительности, стабильности и безопасности. Следуя схеме наименования на основе местоположения в Калифорнии, представленной в OS X Mavericks, Эль-Капитан была названа в честь знаменитого одноименного скального образования в национальном парке Йосемити. El Capitan — последняя версия, выпущенная под названием OS X. OS X El Capitan получила гораздо лучшие отзывы, чем Yosemite.
Первая бета-версия OS X El Capitan была выпущена для разработчиков вскоре после выступления на WWDC 8 июня 2015 года. Первая публичная бета-версия была выпущена 9 июля 2015 года. После выступления было выпущено несколько бета-версий. OS X El Capitan была выпущена для конечных пользователей 30 сентября 2015 года в качестве бесплатного обновления через Mac App Store. 
OS X El Capitan — это последняя версия OS X для поддержки алюминиевых компьютеров Mac и Xserve, поскольку ее преемница macOS Sierra несовместима с моделями середины 2007 года и последними моделями этих продуктов.

## История
OS X El Capitan был анонсирован 8 июня 2015 года на WWDC 2015, На презентации разработчик из компании Epic Games продемонстрировал новую технологию Metal на Mac, выпущенную для iOS в 2014 году.
Тим Кук отметил, что основная идея новых ОС заключается в добавлении множества новых функций и улучшении производительности в каждой операционной системе: ОS X, iOS и WatchOS.

## Название
До появления Mac OS X 10.9 версии операционной системы назывались в честь представителей семейства кошачьих. Начиная с Mac OS X 10.9, Apple решила именовать выпуски OS X по названиям мест в Калифорнии. Так, девятая версия системы получила название Mavericks — в честь популярного у сёрферов пляжа в Калифорнии, десятая — Yosemite — в честь знаменитого заповедника, а одиннадцатая (El Capitan) — в честь самой высокой горы Эль-Капитан в национальном парке Йосемити.

## Изменения и нововведения
- Режим SplitView, благодаря которому появляется возможность работы с двумя приложениями в полноэкранном режиме (одновременная работа с несколькими окнами).
- Улучшенный поиск Spotlight.
- Добавлена возможность убрать звук во вкладках браузера Safari.
- В браузере Safari теперь появилась возможность закреплять ссылки на наиболее часто посещаемые ресурсы.
- Увеличилась производительность системы, скорость открытия приложений была увеличена в 1,4 раза, а переключение между ними происходит вдвое быстрее.
- На Mac появилась технология Metal, увеличивающая производительность ресурсоёмких приложений и скорость обработки графики на системном уровне.
- Disk Utility потеряла огромную часть своего функционала: стало недоступным Debug menu, исчезла возможность монтировать скрытые диски.

## Системные требования
OS X Snow Leopard 10.6.8 или новее.
- 2 ГБ оперативной памяти.
- 8 ГБ свободного места на накопителе.
- Некоторые функции требуют Apple ID.
- Некоторые функции требуют наличия интернет-соединения.

### Поддерживаемые компьютеры[6]
- iMac (середина 2007 или новее)
- MacBook (конец 2008 (алюминиевый), или начало 2009 (пластиковый) или новее)
- MacBook Pro 13" (середина 2009 или новее)
- MacBook Pro 15" (середина 2007 или новее)
- MacBook Pro 17" (конец 2007 или новее)
- MacBook Air (конец 2009 или новее)
- Mac mini (начало 2009 или новее)
- Mac Pro (начало 2007 или новее)
- Xserve (начало 2007)

## Проблема отсутствия ОС в списке покупок App Store и ее решение
Некоторые пользователи сталкиваются с тем, что данная операционная система не отображается в списке покупок магазина App Store, в связи с чем при переустановке системы "с нуля" появляется ошибка о временной недоступности данной операционной системы в магазине App Store. Найти данную операционную систему, используя поиск по магазину, также не представляется возможным.
Выходом из ситуации является пункт 4 "Загрузка OS X El Capitan" статьи Порядок обновления до ОС OS X El Capitan из базы знаний Apple, в котором находится прямая ссылка на данную операционную систему в магазине App Store: Загрузка El Capitan, позволяющая скачать операционную систему, добавив ее в список покупок, с последующей установкой и успешной интернет-проверкой, подтверждающей право использования данной системы с Вашей учетной записью.

## Восприятие
После выпуска OS X El Capitan операционная система была встречена положительно как пользователями, так и критиками. Похвалы в основном касались общей функциональности новых функций и улучшенной стабильности. Дитер Бон из The Verge присудил операционной системе оценку 8,5 из 10, в то время как Джейсон Снелл из Macworld также был позитивен, оценивая её на 4,5 из 5. Эдвард Мендельсон из PC Mag дал ей оценку 4,5 из 5. Однако многие критиковали собственные приложения Apple за то, что они не улучшились по сравнению со сторонними приложениями. В итоге можно сказать, что OS X El Capitan получила хороший приём, несмотря на некоторую критику.

### Проблемы после обновления 10.11.4
После выхода обновления 10.11.4 многие пользователи начали сообщать о зависании своих MacBook, что требовало жёсткой перезагрузки. Проблема преимущественно затронула модели MacBook Pro начала 2015 года, однако о зависаниях сообщалось и на других моделях. Пользователи публиковали видеоролики на YouTube, демонстрирующие эти сбои.
Вскоре Apple выпустила обновление 10.11.5, направленное на улучшение стабильности системы. Компания позже признала наличие проблем и рекомендовала пользователям обновить систему до последней версия.

### Обновление безопасности 2016-003
После выпуска обновления безопасности 2016-003 13 декабря 2016 года пользователи столкнулись с проблемами процесса WindowServer: он переставал отвечать, что приводило к зависанию графического интерфейса и иногда требовало жёсткой перезагрузки для восстановления работы системы.
17 января 2017 года Apple выпустила дополнительное обновление безопасности 2016-003 (10.11.6) для устранения проблемы ядра, которая могла приводить к остановке работы компьютера. Одновременно компания выпустила обновлённую версию обновления безопасности 2016-003, включающую выпущенные ранее исправления. Пользователям, которые ещё не установили первоначальное обновление, было рекомендовано перейти на сборку 15G1217. Тем, кто уже установил обновление от 13 декабря 2016 года, нужно было лишь установить дополнительное обновление.

## История релизов
| Версия  | Сборка   | Дата выхода      | Версия Darwin | Примечания                                                            | Скачивание                                                                          |
| ------- | -------- | ---------------- | ------------- | --------------------------------------------------------------------- | ----------------------------------------------------------------------------------- |
| 10.11   | 15A284   | 30 сентября 2015 | 15.0.0        | Оригинальный релиз Mac App Store                                      | н/д                                                                                 |
| 10.11.1 | 15B42    | 21 октября 2015  | 15.0.0        | About the OS X El Capitan v10.11.1 Update                             | OS X El Capitan 10.11.1 Update                                                      |
| 10.11.2 | 15C50    | 8 декабря 2015   | 15.2.0        | About the OS X El Capitan v10.11.2 Update                             | OS X El Capitan 10.11.2 Update OS X El Capitan 10.11.2 Combo Update                 |
| 10.11.3 | 15D21    | 19 января 2016   | 15.3.0        | About the OS X El Capitan v10.11.3 Update                             | OS X El Capitan 10.11.3 Update OS X El Capitan 10.11.3 Combo Update                 |
| 10.11.4 | 15E65    | 21 марта 2016    | 15.4.0        | About the OS X El Capitan v10.11.4 Update                             | OS X El Capitan 10.11.4 Update OS X El Capitan 10.11.4 Combo Update                 |
| 10.11.5 | 15F34    | 16 мая 2016      | 15.5.0        | About the OS X El Capitan v10.11.5 Update                             | OS X El Capitan 10.11.5 Update OS X El Capitan 10.11.5 Combo Update                 |
| 10.11.6 | 15G31    | 18 июля 2016     | 15.6.0        | About the OS X El Capitan v10.11.6 Update                             | OS X El Capitan 10.11.6 Update OS X El Capitan 10.11.6 Combo Update                 |
| 10.11.6 | 15G1004  | 1 сентября 2016  | 15.6.0        | О содержании безопасности обновления безопасности 2016-001 El Capitan | Security Update 2016-001 El Capitan                                                 |
| 10.11.6 | 15G1011  |                  | 15.6.0        |                                                                       |                                                                                     |
| 10.11.6 | 15G1108  | 24 октября 2016  | 15.6.0        | О содержании безопасности обновления безопасности 2016-002 El Capitan | Security Update 2016-002 El Capitan                                                 |
| 10.11.6 | 15G1212  | 13 декабря 2016  | 15.6.0        | О содержании безопасности обновления безопасности 2016-003 El Capitan | Security Update 2016-003 El Capitan                                                 |
| 10.11.6 | 15G1217  | 17 января 2017   | 15.6.0        | О содержании безопасности обновления безопасности 2016-003 El Capitan | Security Update 2016-003 El Capitan Security Update 2016-003 Supplemental (10.11.6) |
| 10.11.6 | 15G1421  | 27 марта 2017    | 15.6.0        | О содержании безопасности обновления безопасности 2017-001 El Capitan | Security Update 2017-001 El Capitan                                                 |
| 10.11.6 | 15G1510  | 15 мая 2017      | 15.6.0        | О содержании безопасности обновления безопасности 2017-002 El Capitan | Security Update 2017-002 El Capitan                                                 |
| 10.11.6 | 15G1611  | 19 июля 2017     | 15.6.0        | О содержании безопасности обновления безопасности 2017-003 El Capitan | Security Update 2017-003 El Capitan                                                 |
| 10.11.6 | 15G17023 | 31 октября 2017  | 15.6.0        | О содержании безопасности обновления безопасности 2017-004 El Capitan | Security Update 2017-004 El Capitan                                                 |
| 10.11.6 | 15G18013 | 6 декабря 2017   | 15.6.0        | О содержании безопасности обновления безопасности 2017-005 El Capitan | Security Update 2017-005 El Capitan                                                 |
| 10.11.6 | 15G19009 | 23 января 2018   | 15.6.0        | О содержании безопасности обновления безопасности 2018-001 El Capitan | Security Update 2018-001 El Capitan                                                 |
| 10.11.6 | 15G20015 | 29 марта 2018    | 15.6.0        | О содержании безопасности обновления безопасности 2018-002 El Capitan | Security Update 2018-002 El Capitan                                                 |
| 10.11.6 | 15G21013 | 1 июня 2018      | 15.6.0        | О содержании безопасности обновления безопасности 2018-003 El Capitan | Security Update 2018-003 El Capitan                                                 |
| 10.11.6 | 15G22010 | 9 июля 2018      | 15.6.0        | О содержании безопасности обновления безопасности 2018-004 El Capitan | Security Update 2018-004 El Capitan                                                 |